# Centro organizador de microtúbulos

Diagrama del ciclo de los centrosomas.

El centro organizador de microtúbulos (MTOC en inglés) es una estructura  de la que surgen los microtúbulos que se encuentra en las células eucariotas. Estos centros tienen dos funciones principales: la organización de los flagelos eucarióticos y los cilios y la organización del aparato del huso mitótico y meiótico, que separan los cromosomas durante la división celular. El COMT es un importante sitio de nucleación de microtúbulos y se puede visualizar en las células mediante la detección inmunohistoquímica de tubulina. Las características morfológicas de los centros organizadores MTOC, varían entre los diferentes filos y reinos. En los animales, los dos tipos más importantes de COMT son los cuerpos basales asociados con la formación del cilio y el centrosoma asociado con la formación del huso.

## Organización de los COMTs en células
La función  de los centros organizadores de microtúbulos ocurre tanto en el sitio donde se inicia la formación de microtúbulos, así como en un lugar donde los extremos libres de los microtúbulos son atraídos. Dentro de las células, los centros organizadores de microtúbulos pueden adoptar muchas formas diferentes. Una matriz de microtúbulos puede organizarse a sí misma en una estructura de molinete para formar los cuerpos basales, que pueden conducir a la formación de matrices de microtúbulos en el citoplasma o la estructura "9+2" del axonema. Otros arreglos van desde cuerpos polares del husillo fúngico hasta los cinetocoros eucariotas cromosómicos (planos, laminados placas). Los COMTs pueden dispersarse libremente por todo el citoplasma o localizados centralmente como focos. Los COMT más notables son el centrosoma en la interfase y los polos del huso mitótico.
Los centríolos pueden actuar como marcadores para los COMTs en la célula. Si se distribuyen libremente en el citoplasma, centríolos pueden reunirse durante la diferenciación para convertirse en COMTs. También pueden centrarse en torno a un centrosoma como un único COTM, aunque los centrosomas pueden trabajar como COTMs ausentes de los centríolos.

## COMT durante la Inferfase

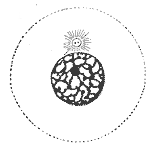
Cambios que ocurren en los centrosomas y el núcleo de una célula durante el proceso de división mitótica.

La mayoría de las células animales cuentan un COMT durante la interfase, normalmente se encuentra cerca del núcleo, y generalmente asociado en estrecha colaboración con al aparato de Golgi. El COMT se compone de un par de centriolos en su centro, y está rodeado con material pericentriolar (MPC) que es importante para la nucleación de microtúbulos. Los microtúbulos están anclados en el COTM por medio de sus extremos menores, mientras que más cerca estén de su final continuarán creciendo en la periferia celular. La polaridad de los microtúbulos es importante para el transporte celular, ya que las proteínas quinesina y dineína suelen impulsarse preferencialmente en la dirección —bien sea “más” o “menos”, respectivamente— a lo largo de un microtúbulo, lo que permite a las vesículas ser dirigidas hacia o desde el retículo endoplásmico y el aparato de Golgi. En particular, para el aparato de Golgi, sus estructuras están asociadas con el aparato de desplazamiento que se dirige hacia extremo menor de un microtúbulo y la ayuda en la estructura general y el sitio del aparato de Golgi en la célula.

## Centrosomas
Los movimientos de los microtúbulos se basan en las acciones del centrosoma. Cada célula hija tras haber finalizado la mitosis contiene un COMT primario. Antes de que comience la división celular, la interfase COMT reproduce para formar dos COMT distintos (ahora se hace referencia habitualmente como centrosomas). Durante la división celular, estos centrosomas se mueven hacia los extremos opuestos de la célula y microtúbulos nucleados para ayudar a formar el huso mitótico/meiótico. Si el COMT no logra replicarse, entonces no se formará el huso, y la mitosis cesará antes de tiempo. (Información más detallada en el artículo centrosoma.)
La γ-tubulina es una proteína situada en el centrosoma que nuclea los microtúbulos mediante la interacción con el monómero de la subunidad de la tubulina en los microtúbulos en el extremo menor. La organización de los microtúbulos en el COMT, o centrosoma en este caso, está determinada por la polaridad de los microtúbulos definidos por γ-tubulina.

## Cuerpo basal
En las células epiteliales, los COMTs también sujetan y organizan los microtúbulos que forman cilios. Al igual que con el centrosoma, estos COMTs estabilizan y orientan a los microtúbulos, en este caso para permitir el movimiento unidireccional del propio cilio, en lugar de vesículas que circulen a través de ella.

## Cuerpo polar del huso
En levaduras y algunas algas, la COMT se incrusta en la envoltura nuclear como un cuerpo polar del huso. Los centríolos no existen en los COMTs de levaduras y hongos. En estos organismos, la envoltura nuclear no se descompone durante la mitosis y el cuerpo polar del huso sirve para enlazar el citoplasma con los microtúbulos nucleares. El cuerpo polar del huso en forma de disco está organizado en tres capas: placa central, placa interior y placa exterior. La placa central está integrada en la membrana, mientras que la placa interior es un nivel intranuclear amorfo, y la placa exterior es la capa situada en el citoplasma.

## COMTs en las plantas
Las células vegetales carecen de centríolos o cuerpos polares del huso excepto en sus gametos masculinos flagelados, y son totalmente ausentes en las coníferas y plantas con flores. En su lugar, la propia envoltura nuclear parece funcionar como el COMT principal para la nucleación de microtúbulos y la organización del huso durante la mitosis de la célula vegetal.

## Transducción de señales
El COMT se reorienta durante la transducción de señales, principalmente durante la reparación de heridas o respuestas inmunitarias. 

El COMT se relocaliza a una posición entre el borde de la célula y el núcleo en los macrófagos, fibroblastos, y células endoteliales. Los orgánulos —como el aparato de Golgi— ayudan en la reorientación del COMT que puede ocurrir rápidamente.

Las señales de transducción causan que los microtúbulos crezcan o se contraigan, así como hacen que el centrosoma obtenga motilidad. El COMT se encuentra en una posición perinuclear y contiene los extremos negativos de los microtúbulos, mientras que los extremos positivos crecen rápidamente hacia el borde de la célula. El aparato de Golgi se reorienta junto con el COMT, y en conjunto producen que la célula envíe aparentemente una señal polarizada.
Para las respuestas inmunitarias —en la interacción con una célula objetivo y en respuesta a antígenos específicos de células que presentan antígenos, las células inmunes tales como las células T, células asesinas naturales y linfocitos T citotóxicos—, localizan sus centros organizadores (COMT o MTOC) cerca de la zona de contacto entre la célula inmune y la célula objetivo.
 
Para las células T, la respuesta de señalización del receptor de células T hace que la reorientación del COMT por los microtúbulos de acortamiento llevan el COMT hacia el sitio de interacción del receptor de células T.